# Atlántico (departman)
Atlántico je kolumbijski departman koji se nalazina krajnjem sjeveru zemlje.  Glavni grad je Barranquilla, a ostali bitniji gradovi su Soledad i Malambo. 
Atlántico je smješten na karipskoj obalnoj ravnici i omeđen na istoku rijekom Magdalena. Osnovan je 1905. Iako je jedan od najmanjih departmana Kolumbije, položaj Atlántica na ušću jedne od glavnih rijeka kontinenta od strateškog je značaja. 
Gotovo tri četvrtine stanovništva živi u glavnom gradu departmana Barranquilli, jednoj od najaktivnijih luka Kolumbije, koja se nalazi 15 milja (24 km) uzvodno od ušća Magdalene. Pamuk i sezam su glavne komercijalne kulture koje se uzgajaju. Značajan je i uzgoj goveda, a važan je i ribolov.
Površina 1 308 četvornih milja (3 388 četvornih km). 

## Općine
U departmanu Atlántico se nalazi 23 općina:
1. Baranoa
2. Barranquilla
3. Campo de la Cruz
4. Candelaria
5. Galapa
6. Juan de Acosta
7. Luruaco
8. Malambo
9. Manatí
10. Palmar de Varela
11. Piojó
12. Polonuevo
13. Ponedera
14. Puerto Colombia
15. Repelon
16. Sabanagrande
17. Sabanalarga
18. Santa Lucía
19. Santo Tomás
20. Soledad
21. Suan
22. Tubará
23. Usiacurí

## Guverneri
| Redosljed | Ime                               | Mandat        |
| --------- | --------------------------------- | ------------- |
| 1.        | General Diego A De Castro         | 1905. – 1906. |
| 2.        | Alberto Osorio                    | 1906. – 1907. |
| 3.        | José Francisco Insignares         | 1907. – 1908. |
| 4.        | Daniel Carbonell                  | 1909. – 1910. |
| 5.        | Anastacio Del Río                 | 1910. – 1911. |
| 6.        | General Rafael María Palacio      | 1913.         |
| 7.        | Pablo J. Bustillo                 | 1913. – 1914. |
| 8.        | Teodosio Goenaga                  | 1914. – 1915. |
| 9.        | Federico Castro Rodríguez         | 1918.         |
| 10.       | General Gabriel Martínez Aparicio | 1919. – 1922. |
| 11.       | General Eparquio González         | 1922. – 1928. |
| 12.       | José Ulises Osorio                | 1928. – 1930. |
| 13.       | Alberto Pumarejo                  | 1930. – 1931. |
| 14.       | Juan B. Fernández                 | 1931. – 1932. |
| 15.       | Juan Pablo Manotas                | 1932. – 1934. |
| 16.       | Nicolás Llinás Vega               | 1934. – 1935. |
| 17.       | José María Blanco Núñez           | 1935. – 1936. |
| 18.       | Rafael Blanco De La Rosa          | 1936. – 1938. |
| 19.       | Juan Antonio Donado               | 1938. – 1940. |
| 20.       | Joaquín Ramón Lafaurie            | 1940. – 1942. |
| 21.       | Alejo Solano Manotas              | 1948. – 1949. |
| 22.       | Rafael Gerlein Y Villate          | 1949.         |
| 23.       | Alfredo Carbonell                 | 1949. – 1950. |
| 24.       | T. Quintero De Fex                | 1950. – 1951. |
| 25        | Eduardo Carbonell                 | 1951. – 1952. |
| 26        | Próspero Carbonell                | 1952. – 1953. |
| 27        | General Marco A. Villamizar       | 1953. – 1954. |
| 28.       | Coronel Jacinto E. Márquez        | 1954. – 1956. |
| 29.       | Capitan Julio E. Cesar Canal      | 1956–1957.    |
| 30.       | Fernando J. Restrepo              | 1957.         |
| 31.       | Néstor Madrid Malo                | 1957–1958.    |
| 32.       | Alcides De La Espriella           | 1958. – 1959. |
| 33.       | Eduardo Martínez Gómez            | 1961. – 1962. |
| 34.       | José Victor Dugand R.             | 1962. – 1963. |
| 35.       | Francisco Posada De La Peña       | 1963. – 1965. |
| 36.       | Ernesto Mccausland                | 1965. – 1966. |
| 37.       | Eduardo Marino                    | 1969. – 1970. |
| 38.       | Eduardo González Martínez         | 1970.         |
| 39.       | Álvaro Dugand Donado              | 1970. – 1971. |
| 40.       | Antonio Abello Roca               | 1971. – 1973. |
| 41.       | José Tcherassi Guzmán             | 1973. – 1974. |
| 42.       | Roberto Gerlein Echeverría        | 1974. – 1975. |
| 43.       | Rafael Maldonado De Castro        | 1975. – 1976. |
| 44.       | Blanca Franco de Castro           | 1976. – 1978. |
| 45.       | Pedro Martín Leyes Hernandez      | 1978. – 1981. |
| 46.       | Roberto Pacini Solano             | 1981. – 1982. |
| 47.       | Abel Francisco Carbonell          | 1982. – 1984. |
| 48        | Fuad Ricardo Char Abdala          | 1984. – 1987. |
| 49.       | Gerardo Certain                   | 1987.         |
| 50.       | Edgardo Sales Sales               | 1987. – 1990. |
| 51.       | Arturo Sarabia Better             | 1990. – 1991. |
| 52.       | Arnold Gómez Mendoza              | 1991.         |
| 53.       | Gustavo Bell Lemus                | 1992. – 1994. |
| 54.       | Nelson Polo Hernández             | 1995. – 1997. |
| 55.       | Rodolfo Espinosa Meola            | 1998. – 2000. |
| 56.       | Ventura Díaz Mejía                | 2000. – 2003. |
| 57.       | Alejandro Char                    | 2003.         |
| 58.       | Carlos Rodado Noriega             | 2004. – 2007. |
| 59.       | Eduardo Verano De la Rosa         | 2008. – 2011. |

## Vanjske poveznice
- Službene stranice[neaktivna poveznica]